# Rupert Ruttmann

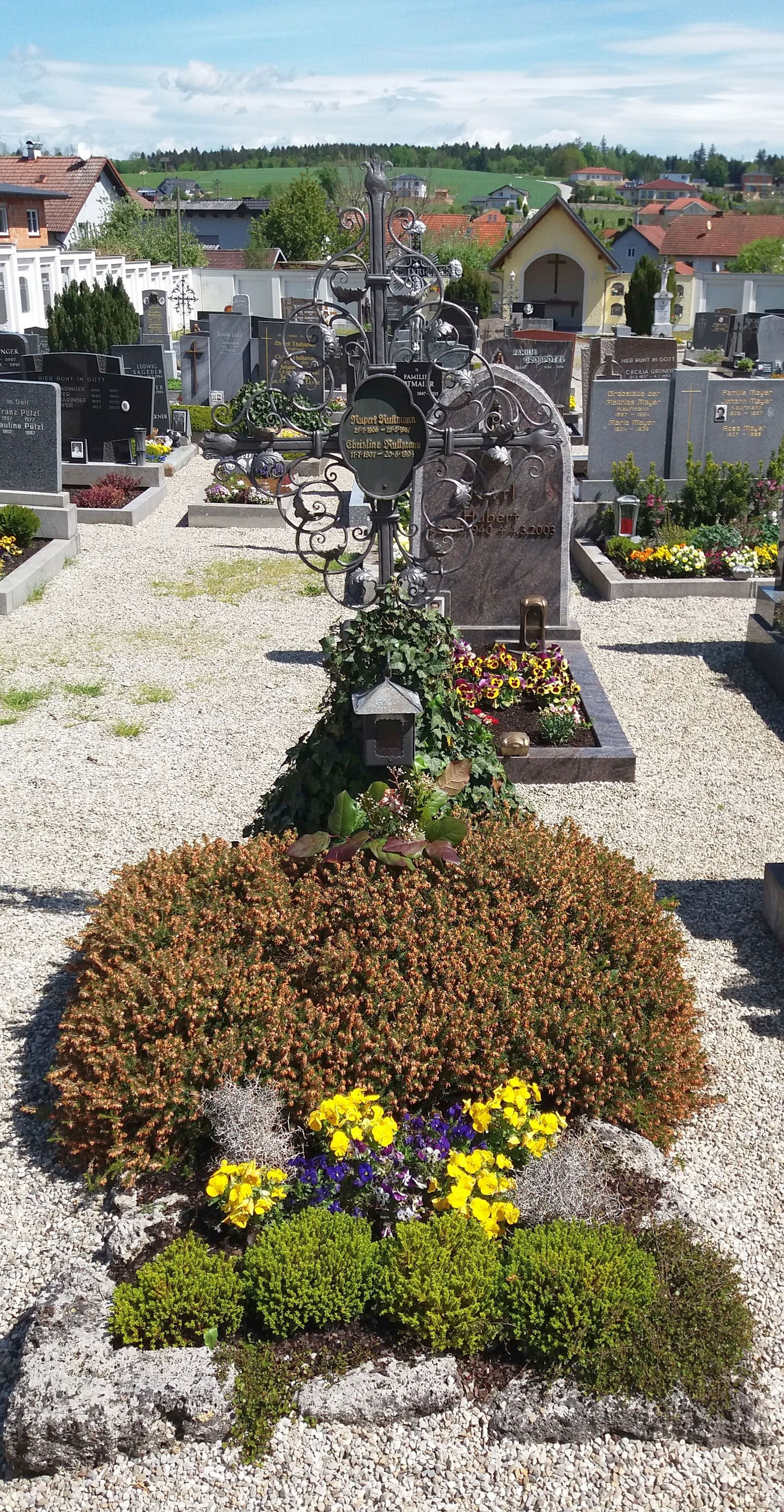
Friedhof Sigharting – Grabstätte Rupert Ruttmanns

Rupert Ruttmann (* 25. Juli 1906 in Peilstein im Mühlviertel; † 25. Mai 1987) war ein österreichischer Pädagoge, Mundartdichter und Heimatforscher.

## Leben und Wirken
Ruttmann besuchte die Bürgerschule und die Lehrerbildungsanstalt in Freistadt und unterrichtete in Bad Zell, Bach bei Schwanenstadt, Freistadt, St. Oswald bei Freistadt, Liebenau, Sipbachzell und Sigharting. Als Volksschuldirektor von Sigharting wurde er von der dortigen Gemeinde 1971 zum Ehrenbürger ernannt. Er war Mitglied der Innviertler Künstlergilde und Konsulent der oberösterreichischen Landesregierung. Sein Grab befindet sich auf dem Friedhof von Sigharting.
Sein im Oberösterreichischen Landesarchiv aufbewahrter Nachlass umfasst Häuserchroniken von Sigharting, Diersbach und Enzenkirchen, Innviertler Sippentafeln, Stammbäume von Musikern, Dichtern, Mühlviertler Stammbäume und Stammbäume von Badern und Wundärzten. Sein Namensregister der Pfarrmatriken von Diersbach, Sigharting und Enzenkirchen ist für Familienforscher von Interesse.

## Schriften (Auswahl)
In seiner Freizeit publizierte er rund 50 heimatkundliche Abhandlungen, sammelte etwa 300 Sagen aus den Bezirken Freistadt und Schärding und wirkte an den heimatkundlichen Lesebüchern dieser Bezirke mit. 1989 wurde das von ihm verfasste Heimatbuch von Sigharting veröffentlicht:
- Zweihundert Sagen aus dem Bezirk Schärding und seiner näheren Umgebung, Bezirksschulrat, Schärding 1966.
- Heimatbuch Sigharting, Verlag Moserbauer, Mattighofen 1989.
- Die Pfarrkirche und ehemalige Schlosskapelle zum heiligen Pankratius in Sigharting, in: Oberösterreichische Heimatblätter. Jahrgang 19, Linz 1965, Heft 3/4, S 67–80 (ooegeschichte.at [PDF]).
- D´Herzsoatn, Gedichte in der Mundart des oberösterreichischen Mühlviertel, Wels 1960.
- Sterndln und Strumpfn, Gedichte in oberösterreichischer Mundart (Unteres Innviertel), Wels 1971.